# Gáspár Ildikó
Gáspár Ildikó (1975. szeptember 13. –) magyar színházi rendező, dramaturg.

## Életpályája
1975-ben született. 1990–1995 között az Orlay Fürst Károly Két Tanítási Nyelvű Idegenforgalmi Szakközépiskola tanulója volt. 1995–1998 között elvégezte a Veszprémi Egyetem német nyelv és irodalom, színháztörténet szakát. 1998–2003 között a Színház- és Filmművészeti Egyetem hallgatója volt, színháztudomány szakon. 2003–2005 között szabadúszó volt. 2005-től az Örkény Színház tagja.

## Főbb rendezései, dramaturg munkái
- Ödön Von Horváth: Hit, Szeretet, Remény (Rendező) - 2016/2017
- Thomas Mann: József És Testvérei (Színpadi Adaptáció, Társrendező) - 2016/2017
- Friedrich Schiller: Rablók És Gyilkosok (Rendező) - 2015/2016
- Mikó Csaba: Apátlanok (Rendező) - 2015/2016
- Kuroszava Akira - Mikó Csaba - Gáspár Ildikó: Mese Az Igazságtételről Avagy A Hét Szamuráj (Szövegkönyv) - 2015/2016
- Arthur Schnitzler: A Bernhardi-Ügy (Dramaturg) - 2014/2015
- Florian Zeller: Apa (Fordító, Rendező) - 2014/2015
- Roland Schimmelpfennig: Nő A Múltból (Fordító) - 2014/2015
- Friedrich Schiller: Stuart Mária (Rendező) - 2013/2014
- William Shakespeare: Hamlet (Dramaturg) - 2013/2014
- Válasszunk Párt! (Dramaturg, Dramaturg) - 2013/2014
- Heinrich Mann: A Kék Angyal Avagy Egy Zsarnok Vége (Színpadi Változat, Dramaturg) - 2012/2013
- Örkény István: Tóték (Szövegkönyv) - 2012/2013
- Heinrich Von Kleist: Amphitryon (Dramaturg) - 2012/2013
- Danis Daniel: Kivi (Rendező) - 2012/2013
- Sławomir Mrožek: Tangó (Dramaturg) - 2012/2013
- Tankred Dorst: Merlin, Avagy Isten, Haza, Család (Szövegkönyv, Szövegkönyv, Szövegkönyv) - 2012/2013
- William Shakespeare: A Vihar (Dramaturg) - 2011/2012
- Henrik Ibsen: Peer Gynt (Dramaturg) - 2011/2012
- Pierre Notte: Két Néni, Ha Elindul (Rendező) - 2011/2012
- Arthur Miller: Pillantás A Hídról (Dramaturg, Fordító) - 2011/2012
- Friedrich Dürrenmatt: János Király (Dramaturg) - 2010/2011
- Ingmar Bergman: Dúl-Fúl És Elnémul (Dramaturg) - 2010/2011
- Korijolánus (Dramaturg) - 2010/2011
- Aki Kaurismäki: Bohémélet (Magyar Változat) - 2009/2010
- Ödön Von Horváth: Kasimir És Karoline (Dramaturg) - 2009/2010
- Örkény István: Macskajáték (Szövegkönyv) - 2009/2010
- Szabó Borbála - Varró Dániel: Líra És Epika (Dramaturg) - 2008/2009
- Julian Crouch - Phelim Mcdermott: Jógyerekek Képeskönyve (Dramaturg, Dramaturg) - 2008/2009
- Georges Feydeau: Tökfilkó (Dramaturg) - 2008/2009
- Roland Schimmelpfennig: Nő A Múltból (Fordító) - 2007/2008
- Roland Schimmelpfennig: Nő A Múltból (Fordító) - 2007/2008
- Irmgard Keun: A Műselyemlány (Szinpadra Alkalmazta) - 2007/2008
- Szép Ernő: Tűzoltó (Dramaturg) - 2006/2007
- Szép Ernő: Kávécsarnok (Dramaturg) - 2006/2007
- Tasnádi István: Finito
- Magyar Zombi (Dramaturg) - 2006/2007
- Bertolt Brecht: A Szecsuáni Jólélek (Dramaturg) - 2006/2007
- Varró Dániel - Hamvai Kornél - Rejtő Jenő - Darvas Benedek: Vesztegzár A Grand Hotelban (Dramaturg) - 2005/2006
- Roland Schimmelpfennig: Nő A Múltból (Fordító, Dramaturg) - 2005/2006
- William Congreve: Így Él A Világ (Dramaturg) - 2004/2005
- Witold Gombrowicz: Yvonne, Burgundi Hercegnő (Dramaturg) - 2004/2005
- Brian Friel: Pogánytánc (Dramaturg) - 2004/2005
- Bertolt Brecht: A Filléres Opera (Dramaturg) - 2004/2005
- Anton Pavlovics Csehov: Sirály (Dramaturg) - 2004/2005
- Roland Schimmelpfennig: Az Arab Éjszaka (Irodalmi Munkatárs) - 2003/2004
- Anton Pavlovics Csehov: Ivanov (Dramaturg) - 2003/2004
- Martin Mcdonagh: Az Inishmore-I Hadnagy (Dramaturg) - 2003/2004
- Rákos Péter - Bornai Tibor: A Mumus (Dramaturg) - 2003/2004
- Eugčne Ionesco: Különóra (Fordító, Dramaturg) - 2003/2004
- Roland Schimmelpfennig: Push Up 1-3 (Dramaturg) - 2002/2003
- Heinrich Von Kleist: A Bosszú (Dramaturg) - 2002/2003

## Díjai, elismerései
- Bálint Lajos-vándorgyűrű (2019)[4]